# Championnat d'Islande féminin de football 2022
Navigation
Édition précédente Édition suivante
Le championnat d'Islande féminin de football 2022 est la 51e édition du championnat d'Islande féminin. Les dix meilleurs clubs de football féminin d'Islande sont regroupés au sein d'une poule unique, la Úrvalsdeild, où ils s'affrontent deux fois au cours de la saison, à domicile et à l'extérieur.

## Organisation
Le championnat à 10 équipes se déroule par match aller-retour soit dix-huit rencontres, neuf à domicile et neuf à l'extérieur.

## Équipes engagées
| \| Agglomération de Reykjavik: Breiðablik Stjarnan Þróttur Valur KR Reykjavik Reykjavik Keflavík Selfoss ÍBV Afturelding Þór/KA \| Localisation des clubs engagés. |
| Agglomération de Reykjavik: Breiðablik Stjarnan Þróttur Valur KR Reykjavik Reykjavik Keflavík Selfoss ÍBV Afturelding Þór/KA                                       |

| Club                     | Classement 2021 | Stade                   | Capacité |
| ------------------------ | --------------- | ----------------------- | -------- |
| Valur Reykjavik          | 1er             | Vodafonevöllurinn       | 2 500    |
| Breiðablik Kopavogur     | 2e              | Kópavogsvöllur          | 5 500    |
| UMF Selfoss              | 5e              | Selfossvöllur           | 950      |
| Þróttur Reykjanesskagi   | 3e              | Valbjarnarvöllur        | 5 500    |
| Ungmennafélagið Stjarnan | 4e              | Samsung völlurinn       | 2 300    |
| Þór/KA                   | 6e              | Akureyrarvöllur         | 4 000    |
| ÍB Vestmannaeyja         | 8e              | Hásteinsvöllur          | 3 000    |
| ÍBK Keflavík             | 7e              | Keflavíkurvöllur        | 4 000    |
| KR Reykjavik             | 1er (D2)        | KR-völlur               | 2 781    |
| Afturelding              | 2e (D2)         | Fagverksvöllurinn Varmá | 500      |

## Compétition

### Classement
Le barème utilisé pour établir le classement est le suivant : 3 points pour une victoire, 1 point pour un match nul et 0 point pour une défaite.
Source : Soccerway
| Rang | Équipe         | Pts | J  | G  | N | P  | Bp | Bc | Diff |
| ---- | -------------- | --- | -- | -- | - | -- | -- | -- | ---- |
| 1    | Valur T C      | 43  | 18 | 13 | 4 | 1  | 51 | 10 | +41  |
| 2    | Stjarnan       | 37  | 18 | 11 | 4 | 3  | 45 | 16 | +29  |
| 3    | Breiðablik     | 33  | 18 | 10 | 3 | 5  | 41 | 13 | +28  |
| 4    | Þróttur        | 31  | 18 | 10 | 1 | 7  | 37 | 24 | +13  |
| 5    | Selfoss        | 29  | 18 | 8  | 5 | 5  | 24 | 17 | +7   |
| 6    | ÍBV            | 29  | 18 | 8  | 5 | 5  | 27 | 28 | -1   |
| 7    | Þór/KA         | 17  | 18 | 5  | 2 | 11 | 25 | 47 | -22  |
| 8    | Keflavík       | 16  | 18 | 5  | 1 | 12 | 21 | 39 | -18  |
| 9    | Afturelding P  | 12  | 18 | 4  | 0 | 14 | 17 | 50 | -33  |
| 10   | KR Reykjavik P | 10  | 18 | 3  | 1 | 14 | 20 | 64 | -44  |

|  | Qualification pour le premier tour de la Ligue des champions 2023-2024                   |
|  | (T) Tenant du titre (C) Vainqueur de la Coupe d'Islande (P) : Promu de deuxième division |

## Statistiques individuelles
|    | Joueuse                    | Club     | Buts |
| -- | -------------------------- | -------- | ---- |
| 1. | Jasmín Erla Ingadóttir     | Stjarnan | 11   |
| 2. | Katrín Ásbjörnsdóttir (en) | Stjarnan | 9    |
| 2. | Gyða Kristín Gunnarsdóttir | Stjarnan | 9    |
| 2. | Danielle Marcano           | Þróttur  | 9    |
| 5. | Cyera Hitzen               | Valur    | 8    |
| 5. | Sandra Jessen (en)         | Þór/KA   | 8    |
| 5. | Brenna Lovera (en)         | Selfoss  | 8    |

## Bilan de la saison
| Championnat d'Islande féminin de football 2022        |                             |
| Champion                                              | Valur Reykjavik (13e titre) |
| Dauphin                                               | Stjarnan                    |
| Coupes et trophées                                    |                             |
| Vainqueur de la Coupe d'Islande 2022                  | Valur Reykjavik             |
| Qualifications continentales                          |                             |
| Ligue des champions féminine de l'UEFA 2023-2024      | Valur Reykjavik             |
| Ligue des champions féminine de l'UEFA 2023-2024      | Stjarnan                    |
| Promotions et relégations                             |                             |
| Promus en Championnat d'Islande féminin de football   | FH Hafnarfjörður            |
| Promus en Championnat d'Islande féminin de football   | UMF Tindastóll              |
| Relégués en Championnat d'Islande féminin de football | Afturelding                 |
| Relégués en Championnat d'Islande féminin de football | KR Reykjavik                |